# Caroténodermie

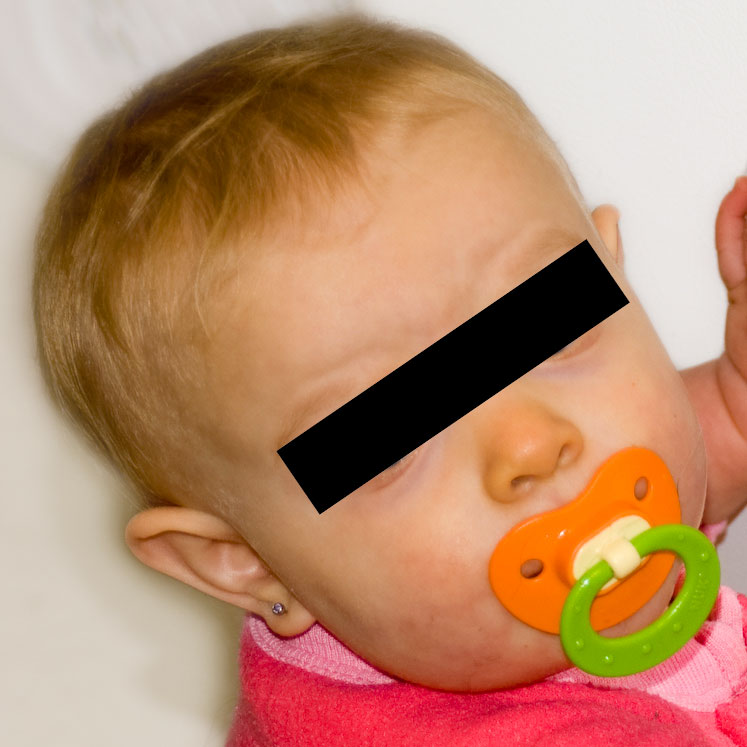
Photographie prise en 2007 d'une enfant de 10 mois présentant une caroténodermie.

La caroténodermie est le nom donné à une coloration jaune ou jaune orangé de la peau causée par une accumulation de β-carotène (carotenémie) doublée d'une prédisposition dermatologique.

## Les caroténoïdes en cause
Les caroténoïdes sont des composés liposolubles incluant l'α- et le β-carotène, le β-cryptoxanthine, le lycopène, la lutéine, et le zéaxanthine.
Les composants principaux que l'on trouve dans le sang sont le β-carotène, le lycopène, et la lutéine. 
Dans une population « en bonne santé », leurs concentrations varient suivant les régions, les ethnies, le sexe. Ils sont tous absorbés par diffusion passive depuis le système digestif humain, et sont alors partiellement métabolisés en vitamine A par les sécrétions de l'intestin et du foie. 
Ils sont alors transportés par le plasma en direction des tissus périphériques. Ils sont éliminés par la transpiration, le sébum, l'urine et les sécrétions gastro-intestinales. Ils participent à la couleur normale de la peau chez l'homme et jouent un rôle dans les mécanismes physiologiques de protection contre les ultraviolets.

## Description
La caroténodermie se remarque plus facilement chez les personnes de carnation claire. Chez les personnes dont la peau est plus foncée, la caroténodermie apparaît plutôt sous la forme d'un jaunissement de la paume de la main et de la plante du pied. les conjonctives sont de couleur normale, contrairement à un ictère.

## Causes
La caroténodermie résulte d'une consommation excessive d'aliments contenant du β-carotène (carotte le plus souvent, mais aussi les haricots verts). Cette surcharge en carotène peut être également due à la prise de certains suppléments alimentaires.
Elle peut être un indice de désordre alimentaire.
Le trastuzumab peut donner ce syndrome, avec augmentation sanguine de la caroténémie,

## Pronostic
La maladie est bénigne. Il n'y a, en particulier, jamais d'hypervitaminose A, cela en raison de la lenteur de la conversion de la carotène en vitamine A

## Traitement
C'est celui de la cause : manger moins d'aliments contenant du β-carotène.

## Diagnostic différentiel
Elle ne doit pas être confondue avec un ictère, de cause et de prise en charge complètement différentes. Dans ce dernier cas, le taux sanguin de bilirubine est élevé ce qui n'est pas le cas lors d'une caroténodermie. 
La lycopènodermie est une maladie proche secondaire à une trop grande absorption de lycopènes, contenues par exemple dans les tomates.
Certains médicaments peuvent donner également une coloration proche de la peau, mais sans augmentation de la caroténémie  tel le sorafénib.